# Лидский повет (1566—1795)
Лидский повет — административная единица в составе Виленского воеводства Великого княжества Литовского (затем — Речи Посполитой). Центр повета — Лида. Площадь повета — около 5,2 тыс. км2.
Повет был создан в 1566 году в ходе административной реформы в Великом княжестве Литовском.
В состав повета входили Лидское городское, Берштанское, Василишковское, Дубское, Конявское, Новодворское, Радунское и Стоклисское староства, а также частные владения. Повет посылал двух депутатов (послов) на вальный сейм Речи Посполитой. В Лиде собирались поветовые и воеводские соймики — местные сословно-представительные органы. В середине XVII века в повете было 11 860 крестьянских хозяйств, а население составляло 94 880 человек. В 1775 году в повете насчитывалось 11 723 крестьянских хозяйства. В 1790 году численность населения повета составляла 102 375 человек.
Повет был ликвидирован в 1795 году после присоединения его территории к Российской империи в ходе третьего раздела Речи Посполитой.

## Галерея

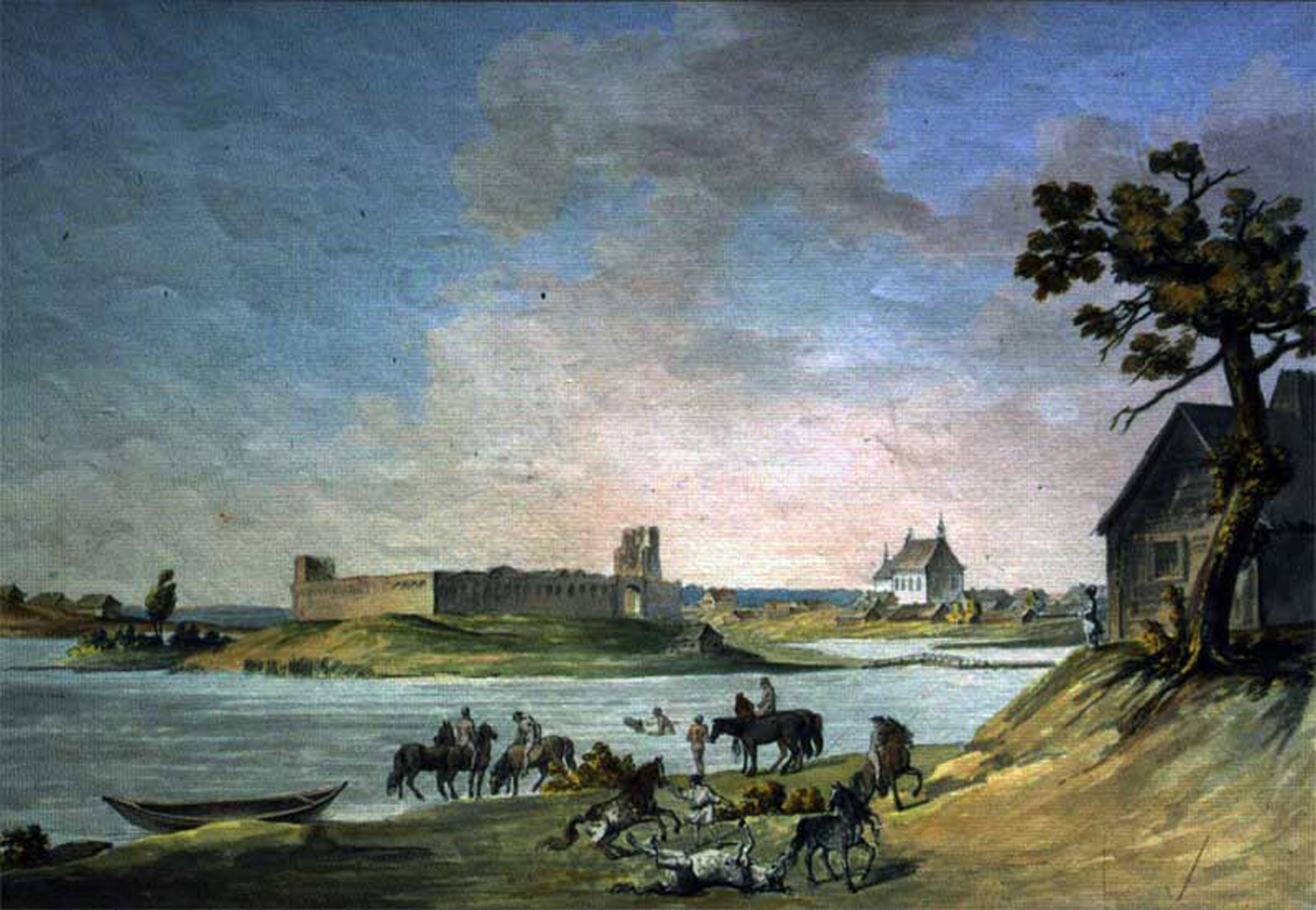
Лида
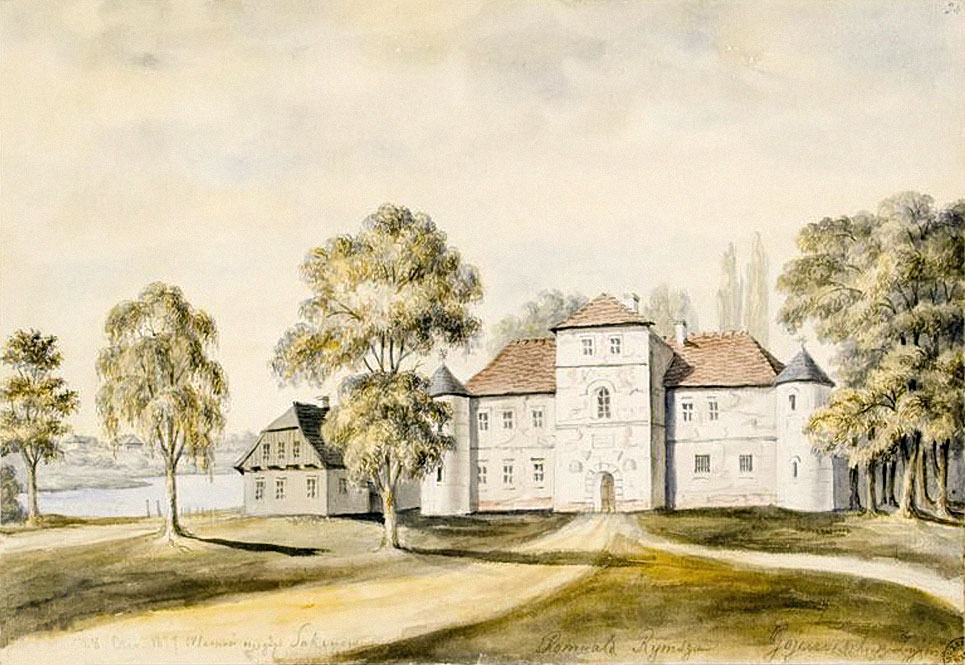
Гайтюнишки
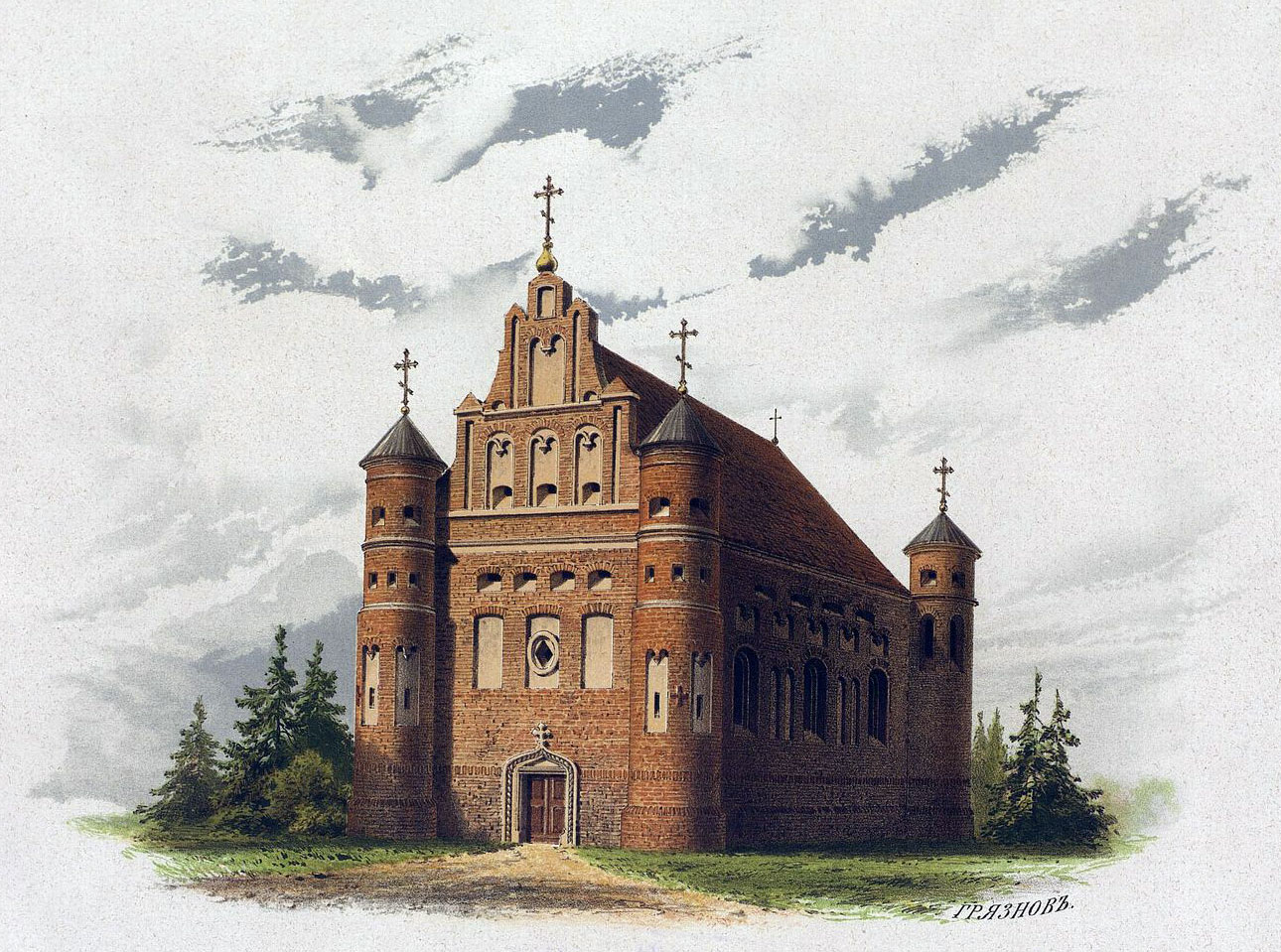
Малое Можейково
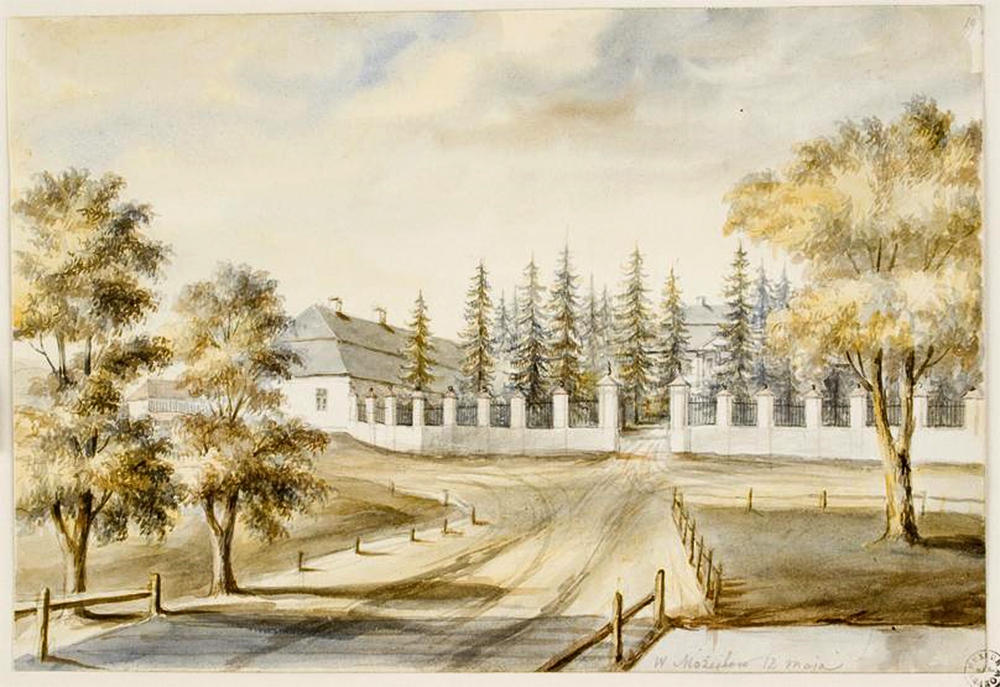
Большое Можейково